# Liste der Kulturdenkmäler in Klein-Auheim
Die folgende Liste enthält die in der Denkmaltopographie ausgewiesenen Kulturdenkmäler auf dem Gebiet des Stadtteils Klein-Auheim der  Stadt Hanau, Main-Kinzig-Kreis, Hessen.
Hinweis: Die Reihenfolge der Denkmäler in dieser Liste orientiert sich an der Anschrift, alternativ ist sie auch nach der Bezeichnung, der vom Landesamt für Denkmalpflege vergebenen Nummer oder der Bauzeit sortierbar.
Kulturdenkmäler werden fortlaufend im Denkmalverzeichnis des Landes Hessen durch das Landesamt für Denkmalpflege Hessen auf Basis des Hessischen Denkmalschutzgesetzes (HDSchG) geführt. Die Schutzwürdigkeit eines Kulturdenkmals hängt nicht von der Eintragung in das Denkmalverzeichnis des Landes Hessen oder der Veröffentlichung in der Denkmaltopographie ab.

| Bild                    | Bezeichnung                                                      | Lage | Beschreibung | Bauzeit        | Objekt-Nr. |
| ----------------------- | ---------------------------------------------------------------- | --- | ------------ | -------------- | ---------- |
| Bahnhofsgebäude         | Bahnhofsgebäude                                                  | Am Alten Bahnhof 10a LageFlur: 14, Flurstück: 184/21 |              | 1881           | 106721 DDB |
| Kriegerdenkmal          | Kriegerdenkmal                                                   | Am Bahnhof (Rosengarten) LageFlur: 13, Flurstück: 347/1 |              |                | 106719 DDB |
| Bauer’sche Metallfabrik | Bauer’sche Metallfabrik                                          | Brüder-Bauer-Straße 17 LageFlur: 2, Flurstück: 309/6 |              | 1920           | 106720 DDB |
| Trafoturm               | Trafoturm                                                        | Geleitstraße (bei Nr. 68) LageFlur: 14, Flurstück: 383 |              |                | 821685 DDB |
| Bild gesucht BW         | Gesamtanlage                                                     | Gesamtanlage Historischer Ortskern Klein-Auheim Lage |              |                | 106938 DDB |
|                         |                                                                  | Hainstädter Straße 5 LageFlur: 1, Flurstück: 84/1 |              | Anfang 18. Jh. | 106722 DDB |
|                         |                                                                  | Hainstädter Straße 7 LageFlur: 1, Flurstück: 83/4 |              | Anfang 18. Jh. | 106723 DDB |
|                         |                                                                  | Hermann-Löns-Straße 14 LageFlur: 12, Flurstück: 982/2 |              |                | 106717 DDB |
| weitere Bilder          | Kath. Pfarrkirche St. Peter und Paul                             | Kolpingstraße 1 LageFlur: 1, Flurstück: 375/2 |              | 1867/68        | 106724 DDB |
|                         |                                                                  | Kolpingstraße 3 LageFlur: 1, Flurstück: 371/2 |              | 1899           | 106726 DDB |
|                         |                                                                  | Kolpingstraße 10 LageFlur: 1, Flurstück: 317/5 |              | um 1750        | 106725 DDB |
|                         |                                                                  | Mainzer Straße 35 LageFlur: 1, Flurstück: 108/2 |              | 1909           | 106714 DDB |
| Bild gesucht BW         | Sachgesamtheit Untere und Obere Fasanerie mit Jagdhaus und Stall | Obere Fasanerie, Am Hellenbach, Fasaneriestraße 104/106, Hellenbach, Untere Fasanerie LageFlur: 4, 10, 11, 16, Flurstück: 12/2, 1, 10/1, 10/2, 10/3, 10/4, 11, 12, 13, 2, 3, 4, 5, 6, 7, 8, 9/1, 488 |              |                | 106715 DDB |
|                         |                                                                  | Obergasse 15 LageFlur: 1, Flurstück: 29/1 |              |                | 106151 DDB |
|                         |                                                                  | Rektor-Gieles-Straße 15 LageFlur: 12, Flurstück: 996/3 |              |                | 106718 DDB |
| Friedrich-Ebert-Schule  | Friedrich-Ebert-Schule                                           | Schillerstraße 4 LageFlur: 2, Flurstück: 260/8 |              | 1910           | 106727 DDB |
|                         |                                                                  | Schillerstraße 6 LageFlur: 2, Flurstück: 276/1 |              |                | 106728 DDB |
|                         |                                                                  | Schillerstraße 14 LageFlur: 2, Flurstück: 332/3 |              | um 1910        | 106729 DDB |
|                         |                                                                  | Schillerstraße 25 LageFlur: 2, Flurstück: 333/3 |              | um 1910        | 106730 DDB |
|                         |                                                                  | Schillerstraße 27 LageFlur: 2, Flurstück: 333/4 |              | um 1910        | 106731 DDB |
| Friedhof Klein-Auheim   | Friedhof Klein-Auheim                                            | Talweg, Zum Flurkreuz LageFlur: 2, Flurstück: 1260, 1261, 2 |              | 1906           | 106716 DDB |

- Karte mit allen Koordinaten der Denkmäler:
- OSM |
- WikiMap